# Vicky Cristina Barcelona
Pour plus de détails, voir Fiche technique et Distribution.
Vicky Cristina Barcelona est un film écrit et réalisé par Woody Allen, tourné à New York, en Catalogne et en Asturies. Le tournage a débuté en juin 2007 en Espagne, et a fini à la fin du mois d'août. On y trouve des acteurs espagnols, Javier Bardem et Penélope Cruz, ainsi que l'Américaine Scarlett Johansson et la Britannique Rebecca Hall. Le film est situé principalement à Barcelone, Avilés et Oviedo.
En Espagne, il a été présenté le 18 septembre 2008 durant la fête d'inauguration de la 56e édition du Festival de Saint-Sébastien, et la première projection dans les salles du pays a eu lieu le jour suivant.

## Synopsis
À Barcelone, Vicky et Cristina, deux Américaines, sont hébergées au sein de la famille de Vicky pour l'été, l'une pour achever son master en identité catalane avant son mariage, l'autre pour se remettre de sa dernière rupture et continuer à chercher des expériences sensuelles et amoureuses. C'est alors que Juan Antonio, artiste peintre charmeur, leur propose de venir passer un week-end à Oviedo, pour passer du bon temps ensemble, et éventuellement faire l'amour. Malgré une première réticence de Vicky, les deux amies s'envolent avec lui.  Des problèmes apparaissent, les deux femmes ayant une vision diamétralement opposée de ce que peut être l'amour et son approche. La situation se complique plus tard quand réapparaît María Elena, l'ex-femme de Juan Antonio, avec laquelle il entretient une relation encore violente après un divorce où elle a manqué de le tuer…

## Fiche technique
- Titre original : Vicky Cristina Barcelona
- Titre français : Vicky Cristina Barcelona
- Réalisation et scénario : Woody Allen
- Producteurs : Letty Aronson, Stephen Tenenbaum et Gareth Wiley
- Coproductrice : Helen Robin
- Producteurs exécutifs : Bernat Elias et Jaume Roures
- Coproducteur exécutifs : Javier Méndez, Charles H. Joffe et Jack Rollins
- Producteur associé : Tedy Villalba
- Productrice associée : Mediapro : Eva Garrido
- Directeur de la photographie : Javier Aguirresarobe
- Montage : Alisa Lepselter
- Distribution des rôles : Patricia DiCerto et Juliet Taylor
- Création des décors : Alain Bainée
- Direction artistique : Iñigo Navarro
- Décorateur de plateau : Sol Caramilloni et Sylvia Steinbrecht
- Création des costumes : Sonia Grande
- Sociétés de production : The Weinstein Company, Mediapro, Gravier Productions, Antena 3 Films, Antena 3 Televisión et Televisió de Catalunya (TV3)
- Sociétés de distribution :  The Weinstein Company •  Mediapro •  Warner Bros. Pictures
- Format : 1.85:1 - 35mm - couleurs - son Dolby Digital (Mono)
- Genre : comédie, drame, romance
- Durée : 97 minutes
- Budget : 15 000 000 dollars[3]
- Pays d'origine :  États-Unis,  Espagne
- Langue : anglais, espagnol
- Dates de tournage : du 9 juillet au 23 août 2007[4] à New York (États-Unis) et en Asturies et en Catalogne (Espagne)[5]
- Dates de sortie en salles[6] :
  -  France : 17 mai 2008 (festival de Cannes) • 8 octobre 2008 ((sortie nationale))
  -  États-Unis : 15 août 2008
  -  Espagne : 18 septembre 2008 (festival de Saint-Sébastien) • 19 septembre 2008
  -  Royaume-Uni : 21 octobre 2008 (festival de Londres) • 6 février 2009 (sortie limitée) • 13 février 2009

## Distribution

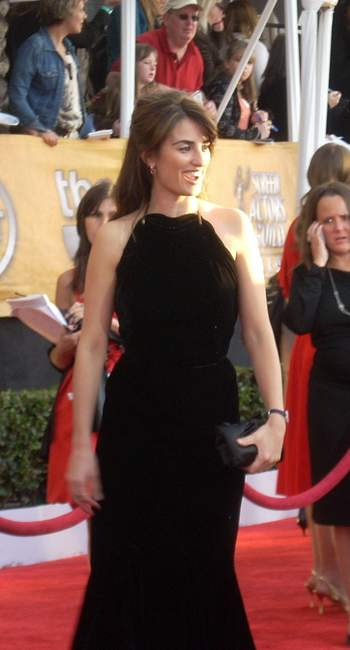
Penelope Cruz, lors des SAG Awards en janvier 2009, où elle était nommée pour son rôle dans Vicky Cristina Barcelona.

- Rebecca Hall (VF : Élisabeth Ventura)  : Vicky
- Scarlett Johansson (VF : Julia Vaidis-Bogard)  : Cristina
- Javier Bardem (VF : Jordi Brau) : Juan Antonio
- Penélope Cruz (VF : Ethel Houbiers) : María Elena
- Patricia Clarkson (VF : Mireille Delcroix) : Judy Nash
- Kevin Dunn (VF : Patrice Melennec) : Mark Nash
- Chris Messina (VF : Alexis Victor) : Doug
- Julio Perillán : Charles
- Zak Orth (VF : Boris Rehlinger) : Adam
- Pablo Schreiber : Ben
- Carrie Preston (VF : Vanessa Valence) : Sally
- Abel Folk : Jay
- Christopher Evan Welch (VF : Philippe Bozo) : le narrateur

 Source et légende : version française (VF) sur RS Doublage et DVD Zone 2

## Casting
Les protagonistes de ce film sont les Espagnols Javier Bardem et Penélope Cruz, ainsi que la New-Yorkaise Scarlett Johansson et la Britannique Rebecca Hall. On note aussi la participation de Julio Perillán, de Joel Joan, Lloll Bertran, Abel Folk et Jaume Montané.
Bardem a été le premier acteur espagnol candidat à l'Oscar, en 2001, avec Avant qu'il commence à faire nuit et a remporté l'Oscar du meilleur second rôle masculin en 2008, pour No Country for Old Men. Penélope Cruz a reçu l'Oscar du meilleur second rôle féminin, après avoir été nommée comme meilleure actrice pour Volver, de Pedro Almodóvar.
Javier Aguirresarobe, le directeur de photographie, est déjà intervenu dans Parle avec elle de Pedro Almodóvar, Les Fantômes de Goya de Miloš Forman ou dans Les Autres et Au large d'Alejandro Amenábar.
Le film a été tourné à Barcelone, à Oviedo et Avilés (plus précisément dans le phare, dans la rue du San Francisco et dans l'Hôtel Ferrera, un palais ancien baroque). Il a été tourné en anglais et en castillan.

## Réception

### Accueil critique
Vicky Cristina Barcelona est le film de Woody Allen le mieux reçu par la critique depuis Match Point qui avait été sélectionné pour les Oscars.
Le film apparaît dans le top 10 des meilleurs films de 2008 de certains critiques.
| - 5e - David Denby, The New Yorker - 5e - Ray Bennett, The Hollywood Reporter - 5e - Robert Mondello, NPR - 7e - Joe Morgenstern, The Wall Street Journal - 7e - Keith Phipps, The A.V. Club | - 7e - Kyle Smith, New York Post - 7e - Steve Rea, The Philadelphia Inquirer - 8e - Mick LaSalle, San Francisco Chronicle - 9e - Carrie Rickey, The Philadelphia Inquirer - 10e - Michael Sragow, The Baltimore Sun |

### Box-office
| - Recettes Mondiales : 96 409 300 $ - dont États-Unis : 23 216 709 $ | - Entrées Europe : - France : 1 914 781 entrées - Espagne : 1 240 343 entrées |

Le film a débuté à la 10e place du box-office américain après avoir recueilli 3 755 575 $ durant le premier week-end. Après un mois en affiche, le film s'approche des 20 millions de dollars (19 394 888 $), devenant l'un des films de Woody Allen qui auront le mieux fonctionné aux États-Unis. À la fin janvier, il a dépassé les 23 millions de dollars.
Au guichet espagnol, il a débuté à la première place après avoir recueilli 2,2 millions de € et été vu par 351 000 spectateurs. Après seulement 3 semaines à l'affiche, il avait déjà dépassé le million de spectateurs et les 5,7 millions d'euros de recette. À La fin de sa carrière commerciale, VCB a réussi à se situer comme troisième film espagnol à succès en Espagne en 2008 après avoir été vu par 1 240 343 spectateurs et après avoir recueilli 7.459.286,87.10 €.
Le film a été vu en nombre durant deux semaines consécutives en France.
Internationalement, le 8 mars 2009, il a recueilli 73 192 591 $, portant le total du box-office mondial à 96 409 300 $.

## Image de Barcelone véhiculée par le film
Vicky Cristina Barcelona (2008) est un exemple de la manière dont le cinéma peut être utilisé avec succès pour promouvoir une destination touristique, ici Barcelone.
Le film de Woody Allen semble un spot publicitaire pour la ville. Selon Sara Antoniazzi, Barcelone y apparaît comme un décor exotique, caractérisé par un mélange de beauté urbaine synthétisée dans l'architecture de Gaudí, par pratiquement tous les lieux indiqués dans les guides touristiques, comme le Quartier gothique avec la Plaça de Sant Felip Neri, le Parc de la Ciutadella, El Raval avec le Macba, la Rambla, etc., une beauté naturelle grâce à la proximité des montagnes, une ville pleine d'espaces verts, où les voitures circulent à peine et où les citadins vivent dans des maisons unifamiliales entourées de jardins et la joie méditerranéenne synthétisée dans la chaude lumière du soleil, la mer et un ciel toujours bleu. Comme l'explique le réalisateur lui-même : « J'ai voulu représenter un lieu exotique, romantique et stimulant pour l'imagination de deux touristes nord-américaines qui arrivent dans la ville de vacances. Un lieu avec du charisme et la recette de la Méditerranée, ».
Une Barcelone exclusivement réservée aux habitants et touristes fortunés, composée d'une succession de lieux idylliques, de coins pittoresques, de bâtiments modernistes, de locaux de design, de restaurants élégants, de manoirs avec piscine et de patios dans le style andalou. En d’autres termes, Woody Allen fait de Barcelone un parc d’attractions pour touristes et citadins aisés, d'où la véritable population de la ville est exclue.

## Autour du film
- Rebecca Hall et Scarlett Johansson avaient déjà partagé la vedette dans un même film : il s'agit du film Le prestige, de Christopher Nolan.
- Vicky Christina Barcelona marque la troisième collaboration entre Woody Allen et Scarlett Johansson après Match Point et Scoop.
- Penelope Cruz n'apparaît qu'à la 51e minute du film, pour un temps total de 41 minutes[24].
- En 2007, une controverse a eu lieu en Catalogne, parce que le film a été partiellement financé par des fonds publics. La mairie de Barcelone a fourni un million d'euros et le gouvernement de Catalogne, un demi-million, ce qui revient à 10 % du budget[24].
- Joan Pera, l'acteur qui doubla Woody Allen dans plusieurs versions en espagnol et en catalan de ses films, fait ici un caméo[24].

## Distinctions

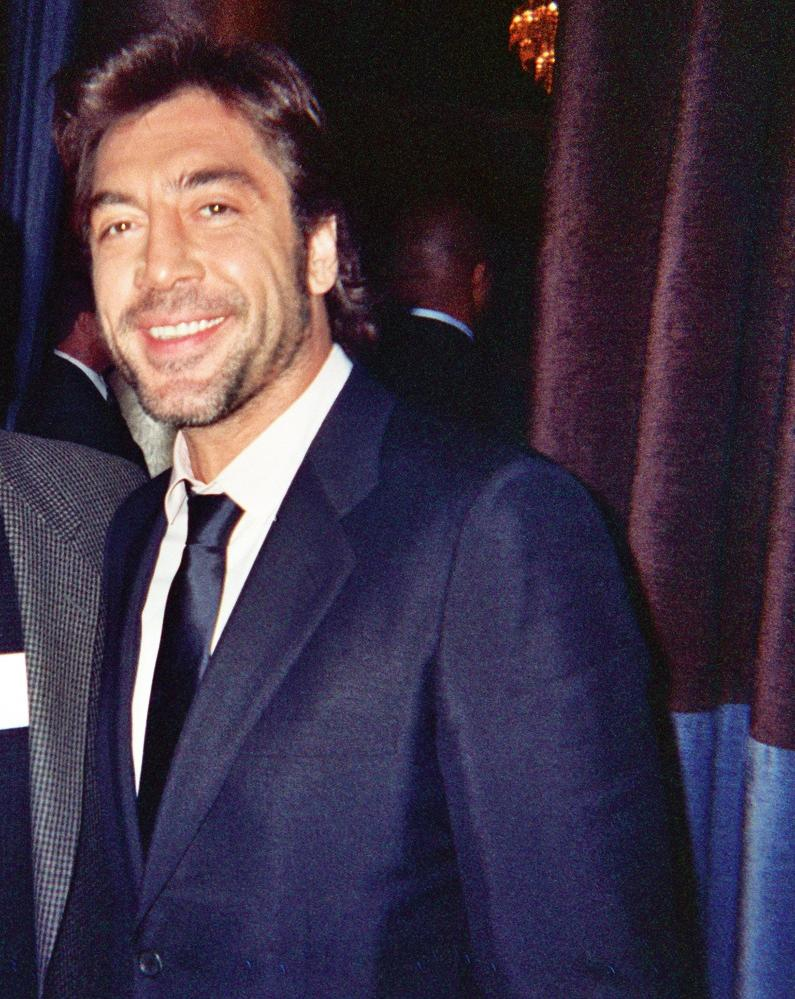
L'acteur Javier Bardem, nommé au Golden Globe du meilleur acteur dans un film musical ou une comédie pour sa performance de séducteur latin.

### Récompenses
- Golden Globe Award 2009 : meilleur film musical ou comédie
- Bafta 2009 : meilleure actrice dans un second rôle pour Pénélope Cruz
- Oscars 2009 : meilleure actrice dans un second rôle pour Pénélope Cruz
- Critics Choice Awards : meilleure actrice dans un second rôle pour Pénélope Cruz
- Prix Goya : meilleure actrice dans un second rôle pour Pénélope Cruz
- Prix Goya : meilleur Film européen

### Nominations
- Golden Globe de la meilleure actrice dans un film musical ou une comédie pour Rebecca Hall
- Golden Globe de la meilleure actrice dans un second rôle pour Pénélope Cruz
- Golden Globe du meilleur acteur dans un film musical ou une comédie pour Javier Bardem
- Screen Actors Guild de la meilleure actrice dans un second rôle pour Pénélope Cruz

Le film est présenté au  Festival de Cannes 2008, hors compétition.